# Zagajski potok - povirni del
Zagajski potok - povirni del este o arie protejată (arie specială de conservare — SAC, sit de importanță comunitară — SCI) din Slovenia întinsă pe o suprafață de 2,42 ha, integral pe uscat.

## Localizare
Centrul sitului Zagajski potok - povirni del este situat la coordonatele 46°17′21″N 15°26′29″E / 46.2891°N 15.4414°E.

## Înființare
Situl Zagajski potok - povirni del a fost declarat sit de importanță comunitară în aprilie 2013 pentru a proteja 1 specie de animale. Situl a fost protejat și ca arie specială de conservare în aprilie 2015.

## Biodiversitate
Situată în ecoregiunea continentală, aria protejată nu include niciun habitat protejat.
La baza desemnării sitului se află o specie protejată de  nevertebrate: Austropotamobius torrentium.